# Europa Universalis II
Europa Universalis II là trò chơi máy tính thuộc thể loại chiến lược theo lượt xây dựng đế chế dựa trên lịch sử châu Âu và thế giới kéo dài khoảng thời gian từ năm 1419 đến 1820. Game do hãng Paradox Development Studio phát triển và các hãng Strategy First, MacPlay và Typhoon Games phát hành vào năm 2001.

## Lối chơi
Trong game người chơi sẽ điều khiển một quốc gia duy nhất trải qua nhiều thế kỷ, quản lý nền kinh tế, quân sự, liên minh chính trị, phát triển khoa học, thăm dò và thực dân hóa, tôn giáo, và sự ổn định nội bộ. Ngoài ra, các sự kiện hàng năm ngẫu nhiên, cũng như hàng trăm sắc lệnh dựa trên các ghi chép lịch sử, làm cho lối chơi trở nên thách thức và đa dạng hơn.
Europa Universalis II khác với nhiều trò chơi chiến thuật theo lượt tương tự về thời gian chạy liên tục trong quá trình chơi, chứ không phải diễn ra lần lượt rời rạc. Người chơi có thể tạm dừng các hành động để suy nghĩ về tình hình và ra lệnh, sau đó tăng tốc độ hoặc làm chậm thời gian để cho các sự kiện diễn ra theo chiều hướng của họ.
Các con tàu của trò chơi với một số kịch bản lịch sử, gồm cả diễn ra trong thời đại Khám phá, cuộc Cách mạng Mỹ và chiến tranh thời Napoléon. Trong phần Đại Chiến dịch (Grand Campaign) cho phép người chơi chọn một cường quốc thế giới và dẫn dắt nó từ cuối thời Trung Cổ cho đến tận thế kỷ 19. Ngoài ra còn có phần kịch bản huyền ảo (Fantasy Scenario) bắt đầu từ một vùng đất trống và chưa được khám phá chỉ với 8 nền văn minh được chọn. Trong kịch bản này, lối chơi và chiến lược bình thường cần được áp dụng có hơi khác nhau, trông giống như một game 4X với sự nhấn mạnh vào thuộc địa hóa.
Với phần chơi Đại Chiến dịch chủ yếu là hướng về các cường quốc châu Âu lớn trong thời đại, chẳng hạn như Áo, Anh, Pháp, Nga, Ba Lan, Bồ Đào Nha, Tây Ban Nha, Thụy Điển và Đế quốc Ottoman, điểm độc đáo của game ở chỗ người chơi có thể chọn để chơi một trong hàng trăm nước ít người biết đến là các quốc gia không còn tồn tại, từ tiểu lục địa Ấn Độ đến khu vực Balkan.

## Bản mod
Trò chơi thể hiện vào rất nhiều chi tiết dạng hạt, bao gồm cả dân cư đô thị cho mỗi trong số hàng trăm tỉnh thành, hàng ngàn vị vua, các tướng lĩnh và nhà thám hiểm trong lịch sử, cũng như tên cho thuộc địa, quân đội, và hạm đội. Ngoài ra, với gần như tất cả các dữ liệu trò chơi được lưu trữ trong tập tin văn bản dễ dàng chỉnh sửa, Europa Universalis II dễ dàng chỉnh sửa và tùy biến các thành phần trong game, do vậy đã hình thành nên một cộng đồng mod lớn và phát triển. Người chơi có thể tạo ra lá cờ, bản đồ, đơn vị quân, các sự kiện lịch sử, các nhà lãnh đạo và thậm chí toàn bộ kịch bản mới.
Cũng có thể chơi một chiến dịch bắt đầu với Crusader Kings, tiếp theo là Europa Universalis II, Victoria: An Empire Under the Sun (Hoặc Victoria II) và kết thúc với Hearts of Iron II: Doomsday, cho phép cho các chiến dịch xảy ra trong khoảng thời gian 1066-1954. Bằng cách sử dụng các tính năng xây dựng nội tại của game để chuyển đổi một chiến dịch được lưu vào các tựa game của Paradox theo thứ tự thời gian kế tiếp. Mod nổi tiếng AGCEEP được sử dụng làm cơ sở cho các fan hâm mộ thực hiện bản mở rộng độc lập For the Glory vào năm 2009.

## Phát hành
Trò chơi được Paradox Interactive phát triển như là một phần tiếp theo của Europa Universalis và được Strategy First phát hành lần đầu tiên cho PC vào năm 2001, với bản chuyển thể sang Macintosh do Virtual Programming đảm nhiệm và MacPlay phát hành. Tính đến năm 2009, một bản chuyển thể cho Linux đã được thực hiện.

### Asia Chapters
Một phiên bản của trò chơi gọi là Europa Universalis II: Asia Chapters được phát hành cho thị trường châu Á, thêm đồ họa và kịch bản mới thay vào đó xoay quanh vào phần lịch sử châu Á. Bản đồ trong bản này được cập nhật với đầy đủ chi tiết hơn và tăng thêm số lượng tỉnh ở Nhật Bản, Hàn Quốc và Trung Quốc.